# Cordelia Urueta
Cordelia Urueta Sierra (Ciudad de México, 16 de septiembre de 1908 - ibidem, 3 de noviembre de 1995) fue una artista mexicana, conocida por el uso del color y la abstracción sin abandonar la figura humana. Nació en una familia intelectual y artística. Empezó a dibujar cuando era niña, sobre todo retratos. No tuvo una formación artística formal extensa pero dio clases de arte, lo que le dio la oportunidad de conocer a varios artistas mexicanos contemporáneos, incluyendo a Gustavo Montoya. Después de un tiempo en París y Nueva York, regresó a México permanentemente en 1950 para dedicarse a la pintura, exhibiendo en México y en el extranjero en los años 1950 y 1960. Ganó el Premio Nacional de Arte pero lo rechazó.

## Vida
Cordelia Urueta nació el 16 de septiembre de 1908 en Coyoacán (entonces a las afueras de la Ciudad de México) en una familia de intelectuales, artistas, diplomáticos y cineastas. Su padre fue Jesús Urueta Siqueiros.
Su madre, Tarsila Sierra, era hija del periodista Santiago Sierra y sobrina del profesor Justo Sierra, quien sería su tutor. Era prima de David Alfaro Siqueiros. Su hermana Margarita Urueta era dramaturga.
Pasó su infancia durante la Revolución mexicana y su padre fue diputado de la XXVI Legislatura del Congreso de la Unión de México. La casa donde creció era sede también de la revista Revista Moderna. Las impresiones en las revistas atrajeron su atención, así como muchos libros de la biblioteca familiar. Su padre también tenía una colección de copias de escultura europea.
Urueta no recordaba cuándo empezó a dibujar pero sí que copiaba las obras que encontraba en los libros, las de Tiziano eran sus favoritas. De joven fue expulsada de la escuela por dibujar monjas vestidas por el frente pero desnudas por atrás. Entonces su padre contrató al mejor maestro que pudo encontrar para que le diera clases de dibujo. A través de su padre, conoció a Dr. Atl, al que llamaba tío Murillo, y fue el primero en reconocer su talento después de ver algunos de sus retratos.
En 1919, la familia se va a Buenos Aires cuando su padre recibiera un puesto diplomático pero regresa después del fallecimiento de este en diciembre de 1920 cuando Urueta tenía sólo once años. Regresando a México, pasó un largo tiempo de duelo por la muerte de su padre, comiendo poco. La familia regresa a México mucho más pobre, viviendo en una casa más pequeña con pocas comodidades. Su largo duelo y esta situación afectarían seriamente su salud, causándole anemia. Los doctores, preocupados, le aconsejaban hacer largos paseos, caminaba de Paseo de la Reforma a la Alameda Central.
Alrededor de 1920, el artista Alfredo Ramos Martínez creó la Escuela de Pintura de Aire Libre en Churubusco donde Urueta empezó a tomar clases. Prefería dibujar, a menudo haciendo retratos de las personas más cercanas. Dijo que su tiempo en la escuela fue importante ya que le enseñó el valor de temas nacionalistas y para conocer a personalidades mexicanas. También le enseñó que el arte era una vocación mucho más que un pasatiempo.
Su salud continuó a decaer y en 1929 su madre la llevó a Nueva York para visitar a un pariente. Allí conoce al poeta José Juan Tablada, un pariente distante, quien la introduce a Alma Reed, dueña de la galería de arte Delphic Studios y conocida promotora de arte mexicano. Reed invita a Urueta para que participara en una exposición colectiva junto a José Clemente Orozco y Rufino Tamayo. Sin embargo, poco después su salud la forzó a retirarse temporalmente de la pintura. Aun así, Orozco comentó su trabajo de manera favorable.
En 1932 regresa a las bellas artes como profesora de arte para la Secretaría de Educación Pública. A través de la SEP, empieza a conocer un número de artistas prominentes incluyendo a Leopoldo Méndez, Juan Soriano, Carlos Mérida, María Izquierdo, Francisco Gamboa y Pastor Velázquez.  Ya que no tenía una formación académica formal, utilizó sus conexiones para aprender, especialmente de Gustavo Montoya, quien había estudiado en la Academia de San Carlos. En el taller de Pastor Velázquez podía dibujar a las personas que ahí modelaban. Alquiló un estudio junto con Montoya y dos artistas más a pesar del hecho que esto le causó problemas con su familia.
En 1938, obtiene un puesto de canciller en la embajada mexicana en París. Mientras se preparaba para el viaje, Montoya le propone matrimonio, ella acepta con la condición de que la acompañe. En París, se encuentran con David Alfaro Siqueiros, su primo, y pasan tiempo con él y más artistas en los cafés de la ciudad. El tiempo en París contribuyó a su desarrollo artístico. Poco antes de que la Segunda Guerra Mundial empezara, el personal de embajada de París fue evacuado, Urueta y Montoya fueron transferidos al consulado de Nueva York. Allí Urueta se interesó en el trabajo de Picasso y Braque.
Después de regresar a México para pintar profesionalmente, tiene sus mayores logros artísticos a finales de 1950, inicios de 1960. Forma parte de un amplio círculo intelectual y artístico junto con Elena Poniatowska, Carlos Fuentes, Juan Soriano, Luis Barragán, Xavier Villaurrutia, María Izquierdo, Alfredo Zalce y Daniel Cosío Villegas .
En 1965, después veintiséis años de matrimonio, se divorcia de Montoya.
Muere a la edad de 87 el 3 de noviembre de 1995 después de una larga enfermedad. Está enterrada en Panteón Jardín de la Ciudad de México.

## Carrera
Fue pintora, profesora, diplomática, promotora de arte y colaboró con la fundación del Salón de la Plástica Mexicana. Trabajó como profesora de arte desde 1932 hasta 1938. Su carrera artística estuvo en pausa hasta 1950 cuando regresó a México con su marido. Desde entonces se dedicó a la pintura y a exponer. Su primera exposición fue en el Salón de la Plástica Mexicana en 1950. Dr. Atl, amigo y seguidor de Urueta, escribió la introducción al catálogo de la exposición. Entre 1950 y 1960s, realiza muchas otras exposiciones en México y en el extranjero, incluyendo: Francia, Jerusalén, Escandinavia, Perú, Honduras, Japón y Nueva York. En 1967 tiene una exposición individual importante en la Galería de Arte Mexicano, seguida de otra en 1970 en el Museo de Arte Moderno. Este mismo museo realiza una retrospectiva de su trabajo en 1985.
Se considera que su mejor obra es de finales de 1950 e inicios de 1960, ganando bienales como la Interamericana de Pintura y la VI Bienal de Sao Paulo, Brasil en 1961. Fue una de las artistas mencionadas en el libro “Cien años de la pintura Mexicana” en 1967 y su trabajo apareció en otros libros como Engranaje, Las Muertes, Forma ancestrales, Antagonismo, En la calle, Tierra quemada y Petróleo, entre 1975 y 1981. Rechaza el Premio Nacional de Arte ya que consideraba que la obra debía trascender y no los premios o galardones.
Su trabajo puede ser visto en la colección permanente del Museo de Arte Moderno en la Ciudad de México.

## Arte
A pesar de que no estaba integrada en la escena artística mexicana de la época, es cercana a la Escuela Mexicana de Pintura, especialmente en sus trabajos iniciales cuando se dedicaba a los retratos. Se esforzó por encontrar su propio estilo y lo logró con sus figuras que eventualmente desaparecieron cediendo el espacio a las texturas y colores.
Sentía que el uso del color expresaba mejor sus emociones. Su obra es conocida por esto y se le considera una de las "grandes coloristas" de México.” Su trabajo más tardío era más abstracto aunque con referencias a la forma humana, mostrando influencia de Tamayo. Se le conoce también como la "Gran dama del arte abstracto"